# Inge Thiess-Böttner
Inge Thiess-Böttner (* 25. November 1924 in Dresden; † 10. März 2001 ebenda) war eine deutsche Malerin und Grafikerin.

## Leben und Wirken

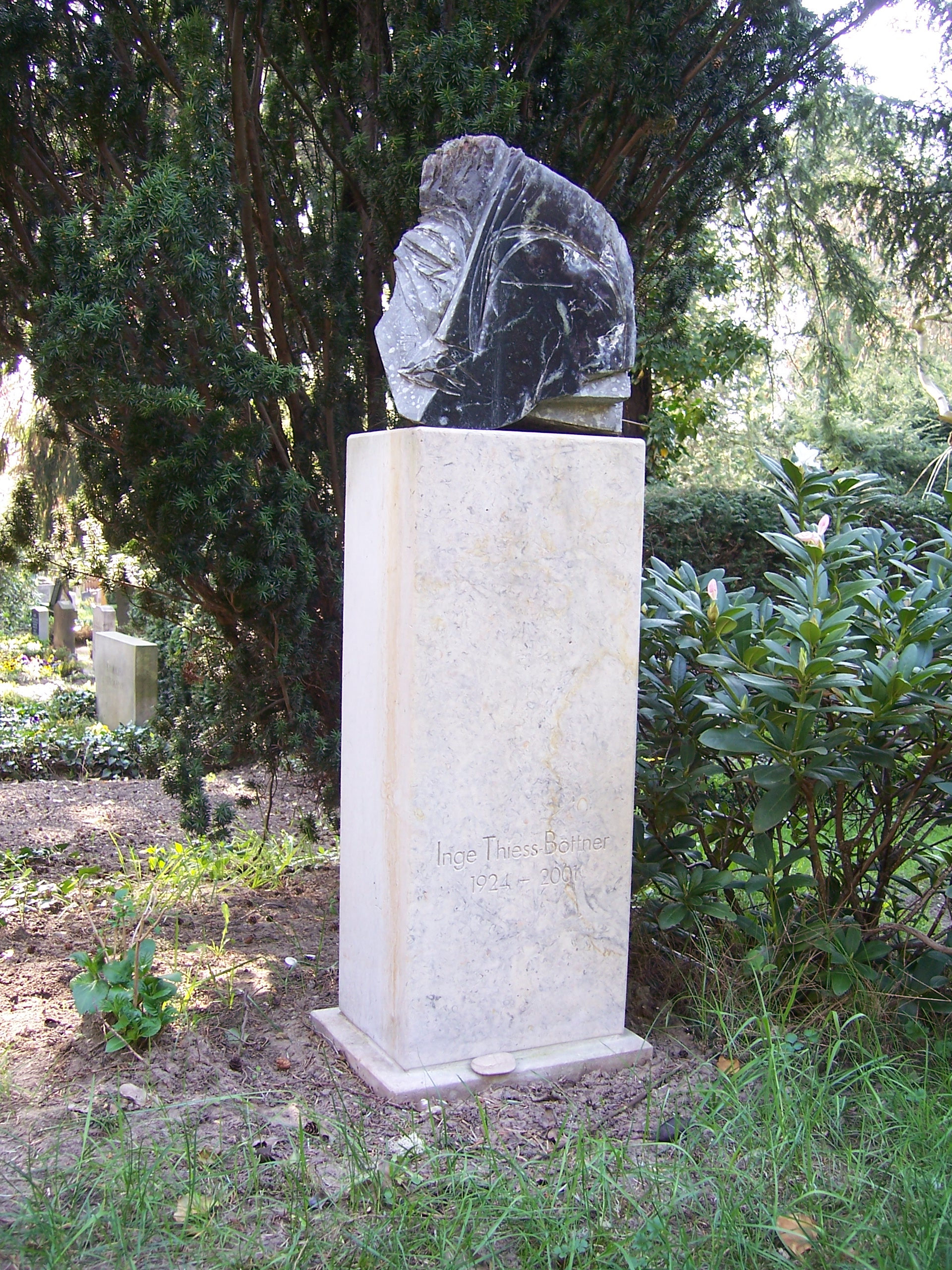
Grab Inge Thiess-Böttners auf dem Loschwitzer Friedhof, Stele von Andreas Hegewald.

Inge Thiess-Böttner lernte 1940 die Bildhauerin Etha Richter kennen, die ihr Privatunterricht gab und mit der sie bis zu deren Tod freundschaftlich verbunden blieb. Sie besuchte von 1943 bis 1944 in Dresden bei Woldemar Winkler die Schule für Zeichnen und Malen, die der Berufsausbildung im Reklame- und Modezeichnen diente, und studierte anschließend an der Kunstakademie Dresden. Von 1945 bis 1947 nahm sie Privatunterricht bei Ernst Hassebrauk und engagierte sich zudem nach Ende des Krieges als Trümmerfrau in Dresden. Ab 1949 setzte sie ihr Studium an der Kunstakademie und an der Hochschule für Grafik und Buchkunst Leipzig fort. Sie bekam unter anderem von Karl Rade (1878–1954) und Wilhelm Lachnit Unterricht.
Ab 1951 war Thiess-Böttner als freischaffende Künstlerin in Dresden tätig. Sie war bis 1990 Mitglied des Verbands Bildender Künstler der DDR. Sie entwarf u. a. Handspielpuppen, leitete Lehrgänge zu deren Herstellung und nahm 1950 am Deutschen Puppenspielerkongress in Ost-Berlin teil. Während ihrer Tätigkeiten für Film und Fernsehen erfand sie die Puppenfiguren Flax und Krümel. Nebenbei arbeitete sie für Messen und Ausstellungen, für die sie Werbungen gestaltete. Sie arbeitete auch als Regieassistentin im Dresdner DEFA-Studio für Trickfilme. Danach war sie als Maskenbildnerin am Theater der Jungen Generation tätig
Ab 1957 unterhielt sie eine private Galerie mit dem Namen Galerie Stiefmütterchen, die 1957 mit einer Ausstellung von Kurt Seifert eröffnet wurde. Von 1970 bis 1983 arbeitete sie in der Abgusswerkstatt der Staatlichen Kunstsammlungen Dresden und ab 1983 als Restauratorin an der Puppentheatersammlung der Staatlichen Kunstsammlungen Dresden. Ab 1986 schuf sie auch vermehrt konstruktivistische Bilder, Zeichnungen und Fotografien.
Arbeiten der Künstlerin befinden sich u. a. in der Puppentheatersammlung Dresden.
2002 drehte Karsten Heim über Inge Thiess-Böttner den Film L'art pour moi.

## Auszeichnung
- 2000: Grafikpreis der Dresdner Bank Chemnitz, I. Klasse

## Fotografische Darstellung Inge Thiess-Böttners
Richard Peter jun. (1915–1978): Inge Thiess mit Spielpuppen (1950)

## Grafische Werke (Auswahl)
- Variation II (Siebdruck, 1991)[3]
- Dresdner Quodlibet (Serigrafie, 160 × 140 cm, 1999)[4]

## Ausstellungen (unvollständig)
- 1948: Dresden, Haus des Kulturbunds („Die Jungen. Malerei, Grafik, Plastik“)

- 1978; Dresden, Galerie Kunst der Zeit (Monotypien)
- 1985: Dresden, Galerie Mitte („Lebenslinien Frank Panse, Elly Reichel, Inge Thiess-Böttner, Dietrich Nitzsche“)
- 1987: Dresden, Galerie Kunst der Zeit (mit Charlotte Sommer-Landgraf)
- 1989: Dessau, Staatliches Museum Schloss Mosigkau
- 1989: Dresden, Leonhardi-Museum (Farbige Grafik)
- 1994: Dresden, Galerie Mitte

### Postum
- 2006: Dresden, Galerie Mitte („Musik für die Augen“)
- 2019/2020: Dresden, Galerie Mitte ("Balance der Gefühle")[5]
- 2022: Dresden, Galerie Klinger ("Die Kunst war ihr Gesetz")[6]